# Паул фон Летов-Форбек
Паул Летов-Форбек (њем. Paul Emil von Lettow-Vorbeck; Сарлоуис, 20. март 1870 — Хамбург, 9. март 1964) је био њемачки генерал. Написао је мемоаре Meine Erinnerungen aus Ostafrika (Лајпциг, 1920). Током Првог свјетског рата командује колонијалним трупама у Њемачкој источној Африци (данас Танзанија).
Потпуно изолован од Њемачке, успјешно пружа отпор вишеструко бројнијим британским снагама све до краја рата. Притом примјењује герилски начин ратовања, избјегавајући сукобе с јачим снагама противника.